# Theodor Stolojan

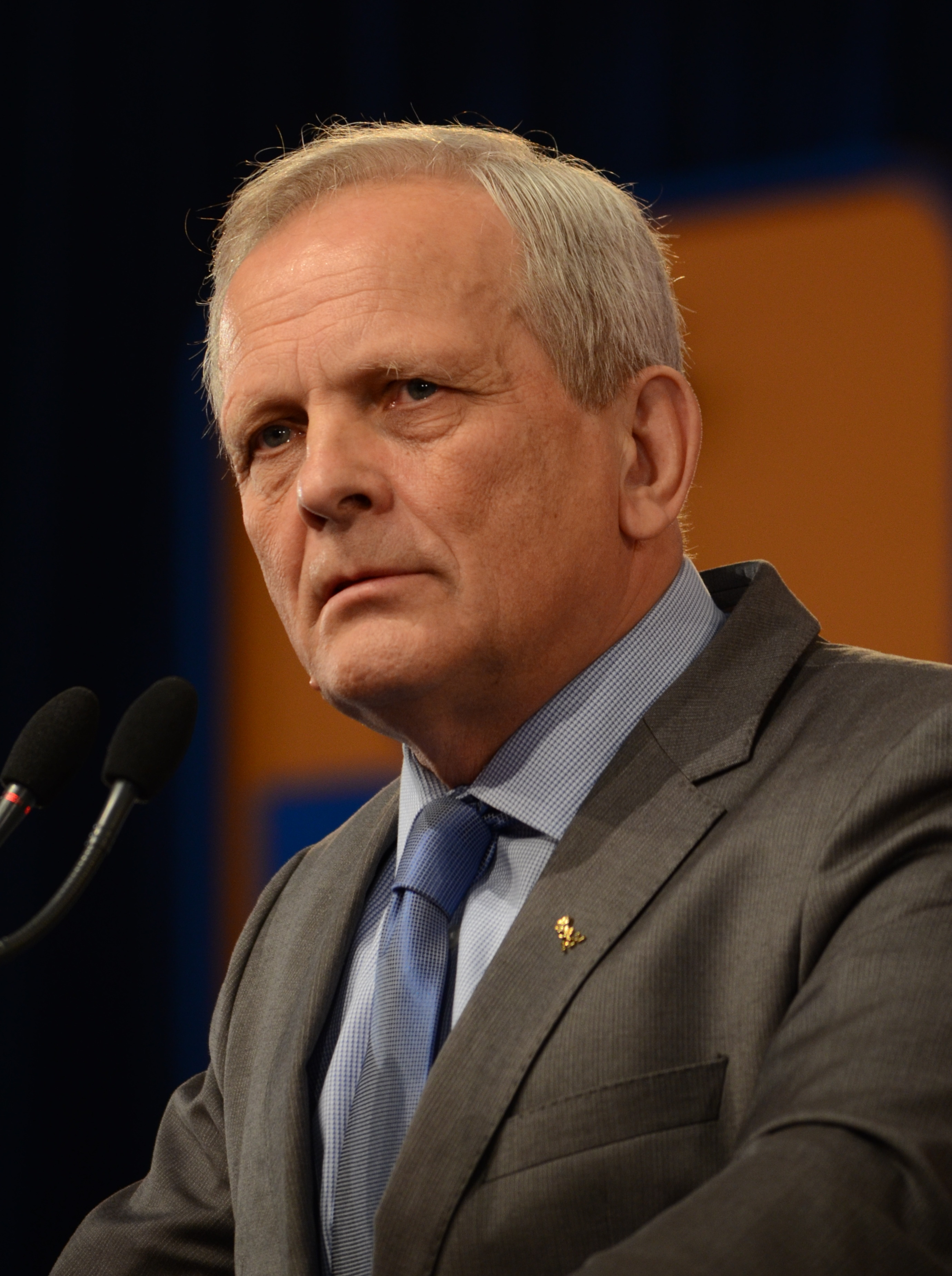
Theodor Stolojan in 2013

Theodor Dumitru Stolojan (Târgoviște, 24 oktober 1943) is een Roemeens politicus.

## Opleiding en vroege carrière
Theodor Stolojan studeerde van 1961 tot 1966 economie aan de Universiteit van Boekarest. Later volgde hij een vervolgstudie en in 1980 verwierf hij de doctorstitel. Hij werkte op het ministerie van Industrie en Landbouw (1966-1971) en vervolgens op het ministerie van Financiën (1971-1992).

## Politicus
Theodor Stolojan werd na de val van Nicolae Ceaușescu lid van het Front voor Nationale Redding (hij verliet het front echter weldra) en werd op 29 december 1989 plaatsvervangend minister van Financiën. Hij bleef dit laatste tot april 1990 toen hij minister van Financiën werd. In april 1990 trad hij af als minister en hij was daarna voorzitter van het Nationaal Agentschap voor Privatisering. Hij was in deze functie verantwoordelijk voor de privatisering van de staatsbedrijven.

### Premier
Theodor Stolojan was na het aftreden van premier Petre Roman (FSN) van 1 oktober 1991 tot 4 november 1992 partijloos premier van Roemenië. Hij legde tijdens zijn premierschap de nadruk op privatisering en liberalisering van de economie.

## Werkzaamheden voor deWereldbank
Na zijn premier werkte Stolojan voor de Wereldbank (december 1992 - 1998) en werkte privatiseringsplannen voor de oud-communistische staten Moldavië, Oezbekistan, Kirgizië en Oekraïne uit.

## Herintrede in de politiek
In 2000 deed hij zijn herintrede in de politiek. Hij sloot zich aan bij de Nationaal-Liberale Partij (PNL) en stelde zich klandidaat voor de Roemeense presidentsverkiezingen van november 2000. Hij eindigde derde, achter Ion Iliescu en Corneliu Vadim Tudor.
In 2002 werd Stolojan voorzitter van de Nationaal-Liberale Partij (PNL).
In 2003 zocht hij toenadering tot Traian Băsescu, de voorzitter van de Democratische Partij (PD), om een verkiezingsalliantie van de PNL en de PD te vormen. De PNL en de PD werkten al sinds 2002 (op initiatief van oud-PNL-voorzitter Valeriu Stoica) nauw met elkaar samen. Op 29 september 2003 ontstond de Alliantie van Recht en Waarheid (Depretate și Adevăr, DA). In februari 2004 werd Stolojan gekozen tot DA presidentskandidaat voor de Roemeense presidentsverkiezingen van november 2004.
Theodor Stolojan trok zich in oktober 2004, geheel onverwachts, als presidentskandidaat terug. Naar eigen zeggen trad hij om gezondheidsredenen terug. De presidentsverkiezingen werden uiteindelijk gewonnen door de nieuwe DA-kandidaat Traian Băsescu. Na de inauguratie van Băsescu op 20 december 2004 werd Stolojan een van de presidentiële adviseurs.

## Liberaal-Democratische Partij
Op 10 oktober 2006 werd Stolojan uit de PNL gezet. In december 2006 richtte hij samen met andere oud-PNL prominenten de Liberaal-Democratische Partij op. Deze partij staat een klassiek liberalisme en nauwe samenwerking met de PD voor. Sinds 2007 is hij namens deze partij lid van het Europees Parlement.